# Ievhen Malîșev
Ievhen Valentînovîci Malîșev (în ucraineană Євген Валентинович Малишев; n. 10 martie 2002, Harkiv, Regiunea Harkov, Ucraina – d. 1 martie 2022, Regiunea Harkov, Ucraina) a fost un biatlonist și soldat ucrainean care a murit în timpul invaziei ruse a Ucrainei.

## Viață
Ievhen Malîșev s-a născut la Harkov pe 10 martie 2002. 
În 2018–2019 și 2019–2020 a fost membru al echipei naționale de juniori a Ucrainei la biatlon, antrenat de antrenorii S.I. Solodovnyk și V.E. Spitsyn.
Malîșev s-a retras de la biatlon în 2020. S-a înrolat în forțele armate ale Ucrainei.
A murit marți, 1 martie 2022, în bătălia de la Harkov, apărându-și orașul natal în timpul invaziei ruse în Ucraina.